# Чани (робітниче селище)
Чани (рос. Чаны) — робітниче селище у Чановському районі Новосибірської області Російської Федерації.
Входить до складу муніципального утворення міське поселення робітниче селище Чани. Населення становить 8229 осіб (2017).

## Історія
Згідно із законом від 2 червня 2004 року органом місцевого самоврядування є міське поселення робітниче селище Чани.

## Населення
| 1959  | 1970  | 1979  | 1989  | 1996    | 2002  | 2007  |
| ----- | ----- | ----- | ----- | ------- | ----- | ----- |
| 9086  | ↘8167 | ↗8951 | ↗9607 | ↗10 100 | ↘9039 | ↘8541 |
| 2008  | 2009  | 2010  | 2012  | 2013    | 2014  | 2015  |
| ↘8500 | ↗8512 | ↘8473 | ↘8449 | ↘8440   | ↘8309 | ↘8266 |
| 2016  | 2017  |       |       |         |       |       |
| ↘8252 | ↘8229 |       |       |         |       |       |